# Poetologia
Una poètica és neologisme força usat pels autors dels anys 80 per a nomenar un llibre o estudi destinat a teoritzar sobre les diverses doctrines de la poesia, la literatura i l'art.
Més tard, amb el propòsit de diferenciació i d'evitar ambigüitats, es va reservar el mot "poètica" per a cada particular concepció poètica o estil a l'art, mentre que la teoria, anàlisi i tècniques de textos de poemes i poesies escrites, com a gènere literari, s'ha anat anomenant poetologia.

## Etimologia
Rep el seu nom per l'obra homònima d'Aristòtil, el primer tractat complet sobre la literatura. Pot tenir un caràcter descriptiu o prescriptiu, dictant les normes sobre el bon gust i la composició estètica, com la de Nicolas Boileau-Despreaux.